# Matija Šarkić
Matija Šarkić (Montenegrijns: Матија Шаркић) (Grimsby, 23 juli 1997 – Budva, 15 juni 2024) was een Montenegrijnse-Engelse doelman, die uitkwam voor onder meer  Birmingham City en Millwall. Hij maakte in 2019 zijn debuut in het Montenegrijns voetbalelftal.

## Clubcarrière
Matija werd geboren als zoon van Bojan Šarkić, een Montenegrijnse diplomaat. Matija en zijn tweelingbroer Oliver werden hierdoor geboren in het Engelse Grimsby. De familie Šarkić verhuisde later naar België, waarna Matija en Oliver zich aansloten bij de jeugdopleiding van RSC Anderlecht. In 2015 maakte hij de overstap naar Aston Villa, dat hem sindsdien uitleende aan Wigan Athletic, Stratford Town, Havant & Waterlooville en Livingston FC.
In de zomer van 2020 trok hij de deur bij Aston Villa definitief achter zich dicht en tekende hij voor drie jaar bij Wolverhampton Wanderers. De club leende hem voor het seizoen 2020/21 uit aan Shrewsbury Town. Daar speelde hij 26 wedstrijden in de League One. In het seizoen 2021/22 leende de club hem uit aan Birmingham City.
Šarkić kwam op 5 juni 2024 nog uit in een, met 2-0 verloren, oefenwedstrijd tegen België. Hij overleed tien dagen later op 26-jarige leeftijd.

## Interlandcarrière
Šarkić maakte op 19 november 2019 zijn interlanddebuut voor Montenegro tijdens een vriendschappelijke interland tegen Wit-Rusland. Montenegro won deze wedstrijd met 2-0. Hij speelde negen interlands. Na zijn laatste interland, tegen België, werd hij verkozen tot man van de wedstrijd vanwege zijn vele goede reddingen.

## Familie
Matijas tweelingbroer Oliver ruilde Anderlecht in 2014 voor SL Benfica. Sinds 2020 komt hij uit voor Blackpool FC. Ook zijn twee jaar oudere broer Danilo is voetballer: hij genoot zijn jeugdopleiding bij FC Sochaux en komt sinds 2020 uit voor FC Ganshoren.
2 McNamara ·
3 Wallace ·
4 Hutchinson  ·
5 Cooper ·
6 Tanganga ·
7 Nisbet ·
8 Mitchell ·
9 Bradshaw ·
10 Flemming ·
11 Longman ·
14 Campbell ·
15 Bryan ·
17 Brooke Norton-Cuffy ·
18 Leonard ·
19 Watmore ·
20 Šarkić ·
21 Obafemi ·
22 Emakhu ·
23 Saville ·
24 De Norre ·
25 Esse ·
27 Trueman ·
33 Białkowski ·
39 Honeyman ·
45 Harding ·
Mayor ·
Coach: Edwards
· Assistent-coach: Myers
· Assistent-coach: Barrett
· Keeperstrainer: Marshall